# Замок Корф
Руїни замку Корф (англ. Corfe Castle), одного з наймальовничіших історичних пам'яток півдня Англії, розташовані біля путівця, що пролягає через пагорби Пурбек у графстві Дорсет.

## Історія
Спочатку на місці замку знаходився саксонський форт, де, згідно з місцевою легендою, було жорстоко вбито молодого короля Святого Едуарда, який загинув від рук наближених до своєї мачухи людей.
Після завоювання Англії Вільгельмом Завойовником на місці нинішнього замку було споруджено Норманську вежу для контролю основних маршрутів між Свонеджем і Вархемом, а також для захисту з сторони моря. У цьому районі був заснований королівський ліс Пурбек, де Вільгельм Завойовник любив полювати. Між 1066 та 1087 роками Вільгельм заснував 36 таких замків в Англії. Замок Корф, розташований на вершині пагорба, є одним із класичних зображень середньовічного замку. Проте, всупереч поширеній думці, найвища точка ландшафту була типовим становищем середньовічного замку. Що незвичайно для замків, збудованих в ХІ столітті, Корф був частково збудований з каменю, що свідчить про його особливо високий статус. Місцеві жителі, що були покликані на будівництво замку, використовували для його зведення камінь, добутий у каменоломнях Пурбека, за це їм було гарантовано збереження їхніх земельних наділів та житла, а також надано право використовувати замок як притулок під час нападу ворогів.
На початку ХІІ століття Генріх I розпочав будівництво кам'яної фортеці в Корфі. Просуваючись зі швидкістю від 3 до 4 метрів на рік, роботи були завершені до 1105 року (почалися приблизно в 1096 або 1097 роках).
Під час правління короля Стефана замок Корф вже був сильною фортецею з кам'яними донжоном і внутрішньою огорожею. У 1139 році під час громадянської війни Корф витримав облогу короля.
Під час правління Генріха II замок Корф, ймовірно, не зазнав значних змін, і записи правління Річарда I вказують на технічне обслуговування, а не на значні нові будівельні роботи. Навпаки, велике будівництво інших веж, залів і стін відбулося під час правління Іоанна І та Генріха III.

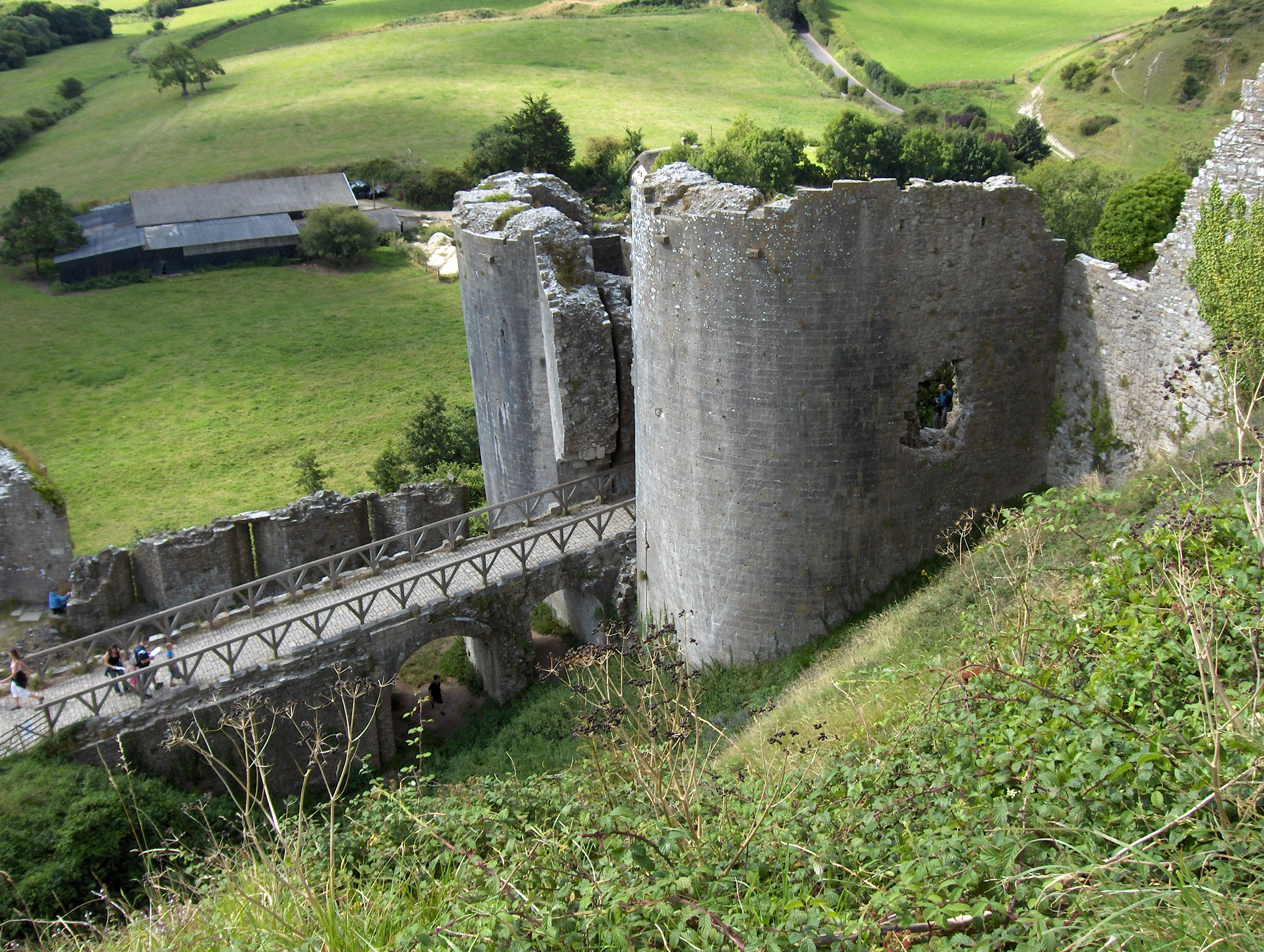
Південно-західна сторожева частина, яка забезпечувала доступ із зовнішнього двору до західного двору, датується серединою ХІІІ століття.

Із 1199 року протягом сімнадцяти років король Іоанн І Безземельний відвідував замок, використовуючи його як резиденцію під час мисливських забав. Він також використовував замок як в'язницю та місце страти засуджених. У цей час проводиться низка удосконалень фортифікацій замку, які продовжились у XIII столітті під час правління Генріха III.
У 1572 році королева Єлизавета I продала замок Корф своєму лорд-канцлеру, серу Крістоферу Гаттону. Він перетворив замок із військової фортеці на місце для проживання, витративши значні суми на його ремонт.
У 1635 році замок був придбаний сером Джоном Бенксом. Після його смерті, під час Громадянської війни, його вдова леді Мері була змушена захищати замок від армії парламенту, що обложила Корф у 1643 році. Парламентарії мали великі успіхи у війні, але до 1645 року замок Корф був однією з небагатьох фортець, що залишилися на півдні Англії, які залишалися під королівським контролем. Оволодіти замком парламентським силам вдалося лише через три роки. Війська зайняли його для запобігання використання замку роялістами. Однак ключі від замку були повернуті леді Бенкс. Вони і сьогодні зберігаються в родовому маєтку Бенксів «Кінгстон-Лейсі».

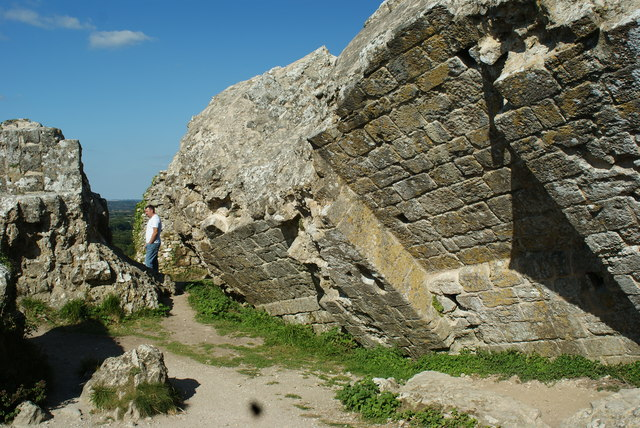
У ХVII столітті замок Корф був розграбований за розпорядженням парламенту.

Після Громадянської війни замок запустився. У 1660 році родина Бенксів повернула свої володіння. Замість того, щоб відновлювати або замінювати зруйнований замок, вони вирішили збудувати новий будинок у Кінгстон-Лейсі. Поступово замок ставав джерелом будівельного каменю для прилеглого містечка.
Перші археологічні розкопки було проведено 1883 року. Подальші археологічні роботи тут не проводилися до 1950-х років. Із 1982 року замок перебуває під опікою Національного трасту. У період з 1986 по 1997 рік проводилися розкопки, які проведені за рахунок фінансування Національним трастом.
Нині замок є пам'яткою архітектури І ступеня та визнаний пам'яткою міжнародного значення. Він також є пам'яткою архітектури, «національно важливою» історичною будівлею та археологічною пам'яткою, якій було надано захист від несанкціонованих змін.
Залишки західного замку, кам'яної стіни із трьома вежами, датуються 1202—1204 роками, коли його було перебудовано. Корф нагадує замок Шато-Гайар в Нормандії, що був побудований для Річарда I в 1198 році.